# Tempête au phare
Pour les articles homonymes, voir Tempête (homonymie).
Pour plus de détails, voir Fiche technique et Distribution.
Tempête au phare (Θύελλα στο φάρο (Thiella sto faro)), parfois aussi L'Erreur d'une mère, est un film grec réalisé par Grigóris Grigoríou et sorti en 1950.

## Synopsis
Le capitaine Bochalis est gardien de phare. Sa femme l'a abandonné et il vit avec sa fille Chryssa. Un jour, un naufragé s'échoue au pied du phare. Andreas Marelis a sauté d'un bateau. Il est recueilli au phare. Chryssa tombe amoureuse de lui. Elle montre à Andreas une photo de sa mère. Il reconnaît la femme qu'il a tuée par erreur. En effet, il voulait tuer Memas, l'amant de celle-ci. Memas avait violé et tué Olga, la demi-sœur de Chryssa et la fiancée d'Andreas. Il finit par se rendre. Cependant, la police a déjà un coupable : Memas. Andreas et Chryssa sont libres de vivre leur amour.

## Fiche technique
- Titre : Tempête au phare
- Titre original : Θύελλα στο φάρο (Thiella sto faro)
- Réalisation : Grigóris Grigoríou
- Scénario : Grigóris Grigoríou et Ida Christinaki
- Direction artistique :
- Décors : Nikos Nikolaïdis
- Costumes :
- Photographie : Iason Novak
- Son : Mimis Kasimatis
- Montage : Kostas Dritsas
- Musique : Argyris Kounadis (el)
- Production : Anzervos et Organisation grecque pour le cinématographe
- Pays d'origine :  Grèce
- Langue : grec
- Format : Noir et blanc
- Genre : mélodrame
- Durée : 83 minutes
- Dates de sortie : 1950

## Distribution
- Ida Christinaki
- Dínos Dimópoulos
- Mímis Fotópoulos
- Thodoros Moridis (el)
- Lykourgos Kallergis
- Anna Païtatzi (el)
- Rika Galani